# Quillens lemma
Inom matematiken är Quillens lemma ett resultat som säger att en endomorfism av en enkel modul över omslutande algebran av en ändligdimensionell Liealgebra över en kropp k är algebraisk över k. Till skillnad från en version av Schurs lemma av Dixmier kräver den inte att k är överuppräknelig. Quillens ursprungliga bevis använde generisk platthet.